# 特里查达·佩查拉
特里查达·佩查拉（羅馬化：Treechada Petcharat，1986年10月5日—），昵称寶兒（Poyd），是泰国的新生代當紅的女演员、歌手、模特兼商人，現活跃於泰國、東南亞、中國大陸和香港的演藝圈。

## 簡介
特里查达·佩查拉是一名泰国土生華人，17歲變性成為女人，19歲參加選美比賽便得到皇后的殊榮。而泰國電視台在她獲得2004 Miss Tiffany的頭銜後，便對其進行了一次專訪，寶兒也講述了在做變性手術前後的心路歷程。
2013年，因演出香港電影《掃毒》，其演出劇照的驚豔曝光，而受到網友廣泛的討論。
而該片的導演陳木勝也說：當初選了很多演員來試鏡Mina這個角色，Poyd是最漂亮的一個，她演起戲來也很放鬆、很大膽。
因在《掃毒》中的演出使得在中國的知名度大增，因此被寰宇藝人管理有限公司垂青，于2014年正式簽約成為旗下藝人。
2014年5月14日，參與拍攝並主演中泰合拍懸疑驚悚愛情片《泰國妖醫》。

## 作品

### 電視劇
- 《愛你每一天》
- 《夢想永恒》
- 《蝕日風暴》

### 電影
- 《捉迷藏 快跑吧！》(2009年)
- 《愛情難題》(2010年)
- 《頑皮鬼》(2012年)
- 《搶錢辣后2》(2012年)
- 《掃毒》(2013年)[9]
- 《賭城風雲II》(2015年)
- 《失眠男女》(2016年)
- 《泰国妖醫》(2016年)
- 《德扑女王》(2016年)
- 《德扑女王2：双面鬼王》(2016年)
- 《德扑女王3：决战凤凰汇》(2016年)

### 音樂
- 《you got me》
- 《我不是男生》（mai chai poo chai）

### 廣告
- G-NET G8288(行動電話)
- Furefoo

## 其他
- 曾於2004年來台灣參加《綜藝最愛憲》節目錄影。

## 外部連結
- 特里查达·佩查拉在互联网电影资料库（IMDb）上的資料（英文）
- 特里查达·佩查拉的Facebook專頁
- 特里查达·佩查拉的Facebook專頁
- 特里查达·佩查拉的X（前Twitter）
- 特里查达·佩查拉的Instagram帳戶
- 特里查达·佩查拉的新浪微博